# 安養正官庄レッドブースターズ
安養正官庄レッドブースターズ（アニャンせいかんしょうレッドブースターズ、朝: 안양 정관장 레드부스터스、英: Anyang Jung Kwan Jang Red Boosters）は、大韓民国・京畿道安養市を本拠地とするプロバスケットボールチームである。

## 歴史
1992年に、韓国の放送局・SBSのバスケットボールチームとして設立。1997年に発足した韓国バスケットボールリーグ（KBL）への参戦に伴って「安養SBSスターズ」と改名する。また、SBSの代表取締役会長であった尹世榮がKBLの初代会長に就任する
クラブの成績は低迷を続いて、Bクラスの常連と化していた。そこに追い討ちをかけるように、バスケットボールの人気も冬のプロスポーツとして根付くことには成功したが、当初予想したような爆発的な成長は見せていなかったため、徐々にチーム経営への意欲を失いかけていた。
2005年、SBSが経営権をKT&Gに売却し、クラブ名を「KT&Gカイツ」へ変更。2010年にはKT&Gの子会社である韓国人参公社へ株式が移された。その間、チーム名を「安養韓国人参公社」、「安養KGC人参公社」と変更している。
KBL 2011-12シーズンにおいてKBLプレーオフ初優勝を果たす。また、KBL 2021-22プレーオフ2位クラブとして臨んだEASLチャンピオンズウィーク 2023では、同1位クラブとして参戦したソウルSKナイツとの韓国勢対決を制し東アジアスーパーリーグ初代チャンピオンに輝いた。
2023年、韓国人参公社の製品・正官庄の名を冠した「安養正官庄レッドブースターズ」へ改名。

## 獲得タイトル

### 国内タイトル
- 韓国バスケットボールリーグ : 4回
  - 2011-12, 2016-17, 2020-21, 2022-23

### 国際タイトル
- 東アジアスーパーリーグ : 1回
  - 2023

## 主な歴代所属選手
- 金正潤
- ソン・ジェイク
- キブエ・トリム
- ジョセフ・テイラー
- ギャビン・エドワーズ
- マーキン・チャンドラー
- ディヴィッド・サイモン
- ギャレット・スタツ